# The Riddle (Nik Kershaw pjesma)
"The Riddle" je bila hit pjesma Nika Kershawa 1984. Bila je treća na britanskim top listama.

## Verzija Gigija D'Agostina
"The Riddle" je pjesma koja je bila na Gigijevom albumu L'Amour Toujours. Upotrebljene su iste riječi kao i u Kershawnovoj verziji, samo su izmiješane, a ritam je puno brži.